# Dracaena reflexa
Dracaena reflexa Lam., 1786 è una pianta della famiglia Asparagaceae.

## Distribuzione e habitat
La specie è diffusa in Mozambico, Madagascar e in diverse altre isole dell'oceano Indiano occidentale (Aldabra, isole Chagos, Comore, Mauritius, Rodrigues, Réunion, Seychelles).

## Tassonomia

### Varietà
Sono note le seguenti varietà, in gran parte endemiche del Madagascar:
- Dracaena reflexa var. angustifolia Baker
(sin.: Dracaena marginata Lam.[3])
- Dracaena reflexa var. bakeri (Scott Elliot) H.Perrier
- Dracaena reflexa var. brevituba H.Perrier
- Dracaena reflexa var. condensata H.Perrier
- Dracaena reflexa var. lanceolata H.Perrier
- Dracaena reflexa var. linearifolia Ayres ex Baker
- Dracaena reflexa var. nervosa H.Perrier
- Dracaena reflexa var. occidentalis H.Perrier
- Dracaena reflexa var. parvifolia Thouars ex H.Perrier
- Dracaena reflexa var. reflexa
- Dracaena reflexa var. salicifolia (Regel) Baker
- Dracaena reflexa var. subcapitata H.Perrier
- Dracaena reflexa var. subelliptica H.Perrier